# Артюшенко, Павел Алексеевич
Па́вел Алексе́евич Артюше́нко (6 января 1904 года, Санкт-Петербург — 7 сентября 1962 года, Ростов-на-Дону) — советский военный деятель, генерал-майор (27.01.1943 год).

## Начальная биография
Павел Алексеевич Артюшенко родился 6 января 1904 года в Санкт-Петербурге.

## Военная служба

### Гражданская война
С марта 1920 года служил красноармейцем в 1-м Петроградском территориальном стрелковом полку. В июне был направлен на учёбу в 1-ю Петроградскую артиллерийскую школу, которую закончил в 1923 году. В марте 1921 года, будучи курсантом школы, принимал участие в подавлении Кронштадтского восстания.

### Межвоенное время
С сентября 1923 года служил в 1-й артиллерийской бригаде Петроградского УР ЛВО на должностях орудийного начальника, помощника командира взвода, командира взвода артиллерийского полка Карельского участка и командира взвода бригадной школы младшего комсостава.
В мае 1926 года Павел Алексеевич Артюшенко был уволен в запас по болезни, но в августе 1929 года был вновь призван в ряды РККА. Служил в 7-й отдельной артиллерийской бригаде ЛВО на должностях командира огневого взвода, хозяйственного взвода, взвода учебного артиллерийского полка артиллерийских Курсов усовершенствования командного состава, временно исполнял должность командира батареи, а затем служил на должностях командира взвода управления учебного дивизиона, командира батареи, начальника связи бригады и помощника начальника штаба бригады.
В феврале 1935 года был назначен на должность помощника начальника штаба 160-го артиллерийского полка.
С апреля 1935 года обучался в Военной академии имени М. В. Фрунзе, по окончании которой в августе 1938 года был назначен на должность начальника отдела ПВО штаба 1-й Отдельной Краснознаменной армии. В январе 1939 года был назначен на должность коменданта Барабашского УР этой же армии, а в апреле 1941 года — на должность коменданта Кексгольмского УР ЛВО.

### Великая Отечественная война
С началом Великой Отечественной войны Артюшенко находился на той же должности на Северном фронте. 3 сентября 1941 года был назначен на должность коменданта Красносельского сектора Красногвардейского УР (Ленинградский фронт). В этом же месяце был назначен на должность командира 44-й стрелковой дивизии, которая под командованием Артюшенко принимала участие в Тихвинской наступательной операции. За успешный прорыв обороны противника северо-западнее Тихвина и освобождение его Артюшенко был награждён орденом Красного Знамени. В июне 1942 года был снят с должности командира дивизии за неумелое руководство во время боёв за Кириши. В течение двух месяцев исполнял должность начальника штаба 2-й ударной армии, а в сентябре был назначен на должность начальника штаба 59-й армии.
В августе 1943 года был назначен на должность командира 14-го стрелкового корпуса, который в феврале 1944 года принимал участие в Ленинградско-Новгородской, в июле — Псковско-Островской операции, в ходе которой освобождал Псков, а затем — в Белорусской операции, в ходе которой освобождал Краслава, Даугавпилс и Екабпилс. 9 августа 1944 года за плохое руководство частями корпуса Артюшенко был отстранен от должности командира корпуса и в начале сентября был направлен в распоряжение ГУК НКО.
В конце сентября был назначен на должность командира 133-го стрелкового корпуса (Карельский фронт). В начале 1945 года корпус был передислоцирован и включён в состав 57-й армии (3-й Украинский фронт). Корпус под командованием Артюшенко принимал участие в ходе прорыва обороны противника западнее озера Балатон и освобождении городов Залаэгерсег, Кестель и Надьканижа.

### Послевоенная карьера
В августе 1945 года Артюшенко был снят с должности командира корпуса и был назначен на должность заместителя командира 35-го гвардейского стрелкового корпуса (27-я армия, Прикарпатский военный округ), в сентябре 1946 года — на должность старшего преподавателя кафедры общей тактики Военной академии имени М. В. Фрунзе, в октябре 1946 года — на должность старшего преподавателя по оперативно-тактической подготовке и тактического руководителя учебной группы, а с апреля 1947 года исполнял должность начальника курса основного факультета этой академии.
В июле 1948 года был назначен на должность помощника командующего 14-й армией (ДВВО).
В марте 1950 года генерал-майор Павел Алексеевич Артюшенко вышел в запас. Умер 7 сентября 1962 года в Ростове-на-Дону.

## Награды
- Орден Ленина;
- Два ордена Красного Знамени;
- Орден Суворова 2 степени;
- Орден Кутузова 2 степени;
- Медали[1];
- Иностранный орден.